# 偉町大介
偉町 大介（いまち だいすけ、1986年7月8日 - ）は、日本の作曲家、編曲家、ギタリスト、元Revision of Senceのメンバー。大阪府堺市出身。

## 略歴
中学時代に大阪でバンド、ライブ活動を始める。浦千晃に師事。
2012年にRevision of Senceを結成。ギタリスト、メイン作曲家として活動。
大型音楽フェスSUMMER SONIC、FM802 ROCK FESTIVAL RADIO CRAZY、RUSH BALL、COUNTDOWN JAPAN、VIVA LA ROCK、ROCK IN JAPAN FESTIVAL、イナズマロックフェス、百万石音楽祭〜ミリオンロックフェスティバル〜に出演。
2021年、解散した後に作曲家としてデビュー。ジャニーズWESTやアニメヘタリアに楽曲提供、アニメの劇伴にもギターとして参加している。

## 楽曲提供
- ジャニーズWEST
  - 「喜努愛楽」（日本テレビ、7月期シンドラ「武士スタント逢坂くん!」主題歌）作曲
- アニメ「ヘタリア World★Stars」ソロキャラクターソング アメリカ（CV.小西克幸） 
  - 「MILLION CALORIES PARTY」作曲・編曲

- TVアニメーション作品第一シリーズ「ポプテピピック」
  - 劇伴ギター
  - 「POPPY PAPPY DAY（蒼井翔太ver.）」ギター
- ポプテピピックTVスペシャル 
  - 「風船飛行（蒼井翔太ver.）」ギター

- TVアニメーション作品第二シリーズ「ポプテピピック」
  - 劇伴ギター、マニピュレーター
- TVアニメ「イジらないで、長瀞さん 2nd Attack」
  - 劇伴ギター

- ゆるミュージックほぼオールスターズ
  - 「正解ないダンス」マニピュレーター
  - 「カラフルマインド」ギター、マニピュレーター

- NightOwl
  - 「Dear Night」作曲
  - 「Answer」作曲・編曲
  - 「16進数の海辺」作曲・編曲
  - 「ロンリー・ナイトパレード」作曲・編曲

- クロムレイ -折原伊桜（NightOwl）ソロプロジェクト-
  - 「建國」作曲・編曲

- マーキュロ
  - 「制裁」作曲
  - 「喰ベタイ」作曲
  - 「赤い靴」作曲

- ルルネージュ
  - 「夏になったら君に恋して」ギター
  - 「好きと言ったのはあなたなのに」ギター
  - 「このままLove you!」ギター